# Plaesianillus cyclops
Plaesianillus cyclops är en spindelart som först beskrevs av Simon 1881.  Plaesianillus cyclops ingår i släktet Plaesianillus och familjen täckvävarspindlar.
Artens utbredningsområde är Frankrike. Inga underarter finns listade i Catalogue of Life.